# 日本解放第二期工作要綱
日本解放第二期工作要綱（にほんかいほうだいにきこうさくようこう）とは、中国共産党による対日工作活動が記されているとされる怪文書。日本を赤化し中国の傀儡とすることを目的とした工作作戦要項とされる。先立つはずの「第一期」文書の存在が確認されていないなど真贋に関して論争がある。
昭和47年（1972年）8月5日付け18458号の國民新聞（国民新聞社）で掲載されたものが初出で、同紙によれば、歴史家の西内雅が1972年7月にアジア諸国を歴訪した際に、毛沢東の指令や発想を専門的に分析している組織から入手したものであると報じられている文書中に「田中内閣」という単語が登場するため、文章が書かれたのは田中角栄が自民党総裁に当選した1972年7月6日以降であると考えられる。一方、安田峰俊は、文章の内容や公開の経緯には不自然な点が多く、偽書だとしている。
その後2000年代に日本での中国に対する感情が悪化した時期に電子掲示板サイト「2ちゃんねる」などを通して少しずつ広まるようになり、前述の安田峰俊は2016年頃からネット右翼向けのフェイクニュースを数多く扱うまとめサイトで大きく扱われるようになったと述べている。一方、保守論客の講演や著書の中でまま言及されることがある。

## 文書について
中国語原文は公開されていない。現在までのところ公表されているのは日本語で記述された文章のみであるが、「訳文」には段落記号に日本独自の表記であるいろは順が使われている箇所や、現代の中国大陸では用いられない縦書きを前提とした表現、その他に適切な中国語訳のない日本独自の言い回しも随所に見られ、本書の信憑性に対して懐疑的な立場からは、実は最初から日本語で書かれていた可能性を指摘されている。文書の成立時期が田中内閣発足後の1972年7月6日以降、國民新聞での言及がその約1か月後の同年8月5日であることから、翻訳であるとするなら成立から流出、公開まではかなり迅速に進められたことになる。
日本語訳とされるものの全文は1974年に國民新聞社が小冊子として発刊し、またかつて存在していた國民新聞社の公式ウェブサイトで見ることができたほか、2002年には、國民新聞社と住所を同じくする別名義の出版社から発売された雑誌『動向』に掲載された。また2006年に保守論壇誌『WiLL』（ワック・マガジンズ）が掲載したこともあった。

### 基本戦略
日本への工作の基本戦略として、「日本が現在保有している国力の全てを、我が党の支配下に置き、我が党の世界解放戦に奉仕せしめることにある」と書かれている。このほか日本のマスコミ、政党・政治家、極右極左団体、在日華僑に至るまでの工作手段が記されている。

### 心理戦
工作の初期においては、まずは「群衆掌握の心理戦」が実行されるとしている。文化事業を通じて中国への警戒心を無意識のうちに捨て去らせることが重要であり、そのことが「日本解放工作」の温床となり、「一部の日本人反動極右分子」を孤立させることに有効とされる。
工作員は2000人で、学界、マスコミ界、実業界に送り込むと記されている。
スポーツや文化交流を通じて中国は「日本文化の来源」で、「文を重んじ、平和を愛する民族の国」とした印象・イメージを日本人に与えながら、中国語教師として工作員を送り込み、マスコミ工作を行うとともに、議員訪中団を招聘することなどによって日本に民主連合政府を樹立させるとしている。
性的な興奮を刺激する劇、映画、歌曲などを利用することが好ましいとし、逆に好ましくないものとして、スポ根もの、歴史もの、あるいは「ふるさと歌祭り」のように郷土愛や民族愛を喚起するものを挙げ、前者を多く、後者を少なく取り上げるよう誘導すると記されている。

### 解放工作の3段階
1. 中華人民共和国との国交正常化（第1期解放工作）[5]（田中角栄内閣で成立[5]）
2. 民主連合政府の形成（第2期解放工作）[5]
3. 日本人民民主共和国の樹立によって天皇（昭和天皇[注釈 1]）を戦犯首謀者として処刑すること（第3期工作解放）[5]

### 任務達成の手段
中国共産党の対日工作員が個別に工作対象者に接触することによって、中国共産党によって定められた言動を取らすことによって達成されるとしており、工作員は表に出ることなく、あくまでも後方に隠れて、対象者を指揮することとしており、秘密保持や身分偽装が要とされている。

## 内容の矛盾
公表されている日本語文の内容について、1972年当時中国共産党と論争中であった日本共産党への批判や言及がない（「日中共産党の関係」も参照）、あるいは、「極左」という表現を当時の中国共産党が使うはずがない、中国政府から流出したとされるが日本語のサイトしかなく、中国共産党が書いたであろう原文の中国語の公文書は一切流出していないという不自然な点も指摘されている。
また、「第二期」に先立つはずの「第一期」の文書は未だに発見されていない。

## 実現度
真贋はともかく、中国は実際にそのような工作をしている、既にこれらの内容は現実のものとなっている、あるいは偽書であったとしても後世の状況を正しく予言しているという主張は、一部の識者や、掲示板やTwitterなどを利用する大衆の間に存在する。一方、日本人の中華人民共和国に対する好感度は1978年から2016年にかけて下がり続け、アメリカ・韓国・ロシアと比較しても下げ幅が大きく、世界各国の対中感情と比較しても特に低い。また、文書が書かれたとみられる1972年当時には中国に好意的であった日本のメディアの多くはその後中国共産党の批判に転じている。
朝日新聞のような左派、親中派というイメージを持たれており、日本の政権に批判的な報道が多いとされるメディアすらも、ウイグル問題、チベット問題、六四天安門事件といった事柄に関しては手厳しい論調である。たとえ文書が真書であったとしても、あるいは実際にそのような工作が行われていたとしても、そこに書かれているようなメディアの掌握や、「群衆掌握の心理戦」には失敗していると見ることができる。

## 評価・反応
- 中国共産党側はこの文書についてコメントした事はない。
- 中国語圏であり、また言論の統制が緩い台湾や香港でも、文書の存在についてあまり知られておらず[1]、それら地域のネットでも原文の掲載がないどころか言及すらほとんど見つけることができない[9]。
- ペマ・ギャルポは著書『最終目標は天皇の処刑 中国「日本解放工作」の恐るべき全貌』にて、この文書を紹介している。さらに中国外務省から流出したとしてネットで流布[10]されている「2050極東マップ」（日本が東海省と日本自治区として中国に編入されている地図）も著書の中で紹介している[11]。
- 政治家の小池百合子は、自民党の衆議院議員であった2009年当時、この文章を本物と信じており[3]、自身のメールマガジンやTwitter上で、2009年8月の政権交代による民社国政権を批判する根拠として引用している[12][13][3][注釈 2]。
- ケント・ギルバートは著書『儒教に支配された中国人と韓国人の悲劇』にてこの文書を紹介し、真贋こそ疑われているものの、ニセモノにしては出来過ぎているなどと主張している[1]。
- 安田峰俊は前述のケント・ギルバートや小池の発言から本書の信憑性について検証し、中国本土の言語で書かれた文書の翻訳としてはあまりに不自然な表現が多く、また中国共産党がまず使わないような表現が散見され、にもかかわらず日本の右翼団体への言及については非常に詳しいことなどから、本書を「99.99パーセント以上の確率でニセモノ」と断じている[1]。安田は本書の中国語原文が存在しないことにも触れ、こうした外国語での翻訳版しか存在しないのは「田中上奏文」や「シオン賢者の議定書」のような陰謀文章に共通してみられる傾向であることや、本書が、機密文章にもかかわらず作成から流失し、西内雅によって翻訳され、暴露されるまでの期間があまりにも短期間である不自然さを指摘した[1]。本書を暴露した國民新聞についても、信憑性の低いメディアであるとし[1]、本書についての報道は、右翼や親中華民国（台湾）派など日中国交正常化に対して不満を持つ者たちの溜飲を下げることを目的に執筆された、飛ばし記事であったのだろうと推測した[1][3]。安田は、中国の脅威が実在のものである以上、それについての情報は正確でなくてはならず、このようなデマに踊らされた有識者が大衆の認識をミスリードさせる弊害は大きく、日本の国益を損ねると主張する[3]。